# 삼각동 (광주)
삼각동(三角洞)은 광주광역시 북구의 동이다.
전 대한민국 국가대표 축구선수 양동규가 사는 곳이라고 한다.

## 교육
- 삼각초등학교
- 고려중학교
- 전남여자상업고등학교
- 고려고등학교
- 국제고등학교

## 아파트
| 단지명            | 건설사          | 시행사          | 주소                  | 입주       | 비고 |
| ----------------- | --------------- | --------------- | --------------------- | ---------- | ---- |
| 신일곡 골드클래스 | 보광종합건설㈜  | 골드종합건설㈜  |                       | 2018년 2월 |      |
| 삼각 그린타운     | 남양건설 송산㈜ | 남양건설 송산㈜ | 북구 설죽로389번길 66 | 1997년 7월 |      | 여담으로 양동규는 사실 김도욱과 사귀는 중이라고 한다.
ㄹㅇ?